# 司馬駿
司馬駿（232年—286年11月2日），字子臧，西晉宗室、扶風武王、晉宣帝司馬懿第七子，由伏夫人所生，他是晉景帝司馬師、晉文帝司馬昭的異母弟，汝南王司馬亮、琅邪王司馬伷、清惠亭侯司马京的胞弟，又是晉武帝司馬炎的叔叔。

## 生平

### 曹魏時期
司馬駿年幼聰惠，在五、六歲時就能夠撰寫書疏，又能朗誦經籍，見者奇之。由於他清貞守道，所以在宗室成員之中最具俊望。司馬駿是一個孝順之人。他因母親伏夫人隨兄長司馬亮進入宮廷，而時常涕泣思慕，若聞有疾，又憂懼不食。另外，他年少好學，曾與荀顗論仁孝先後。在曹魏景初年間，他被封為平陽亭侯。後來當齊王曹芳登位，司馬駿以只有八歲的年紀成為散騎常侍侍講。不久調遷為步兵及屯騎校尉。同時進爵為鄉侯，擔任平南將軍以及都督淮北諸軍事假節。後再改封平壽侯，轉任安東將軍。
咸熙初年，他被調封東牟侯，領任安東大將軍負責鎮守許昌。

### 西晉時期
晉武帝即位後，司馬駿獲進一步封為汝陰王，領邑萬戶以及都督豫州諸軍事。之後東吳大將丁奉進攻芍陂，他督導諸路軍馬擊退敵人。及後，司馬駿持節，領都督揚州諸軍事，並代大將軍石苞鎮守壽春。與此同時都督豫州，再次鎮守許昌。司馬駿在遷任鎮西大將軍後，負責都督雍州、涼州等諸州軍事，且代汝南王司馬亮守衛關中地區兼加袞冕侍中衣服。司馬駿不但扶禦有功，頗有威望，而且成功勸服農桑兩戶與士卒平分力役。另外，他與同僚將帥士兵各自限田十畝，因此而獲得良好名聲。而他也曾下詔遣普下州縣人民各務農事。
在咸寧初年，鮮卑族首領禿髮樹機能發動叛變。司馬駿討伐叛黨大獲全勝兼斬三千餘首級。他於是獲進升為征西大將軍，開府辟召，禮儀與三司一樣，並且可以持節都督。一如以往得到的待遇。不久，司馬駿遣七千人代涼州守兵，禿髮樹機能等人企圖先劫佃兵。司馬駿得知消息後便任命平虜護軍文鴦（文俶）督涼、秦、雍州各路軍馬進屯，以威示敵。禿髮樹機能因此而感到懼怕投降，並遣所領二十部將士彈勃面縛立於軍門之前各遣入質子。安定、北地、金城諸胡吉軻羅、侯金多及北虜熱冏等二十萬羌族亦一同投降晉室。
此後，司馬駿被封為扶風王，以氐戶在國界者增封，身故後可獲羽葆鼓吹。到了太康初年，他成為驃騎將軍，持節都督州諸軍事。及至司馬駿表諫齊王司馬攸出鎮晉境，因晉武帝不聽從其建議，於太康七年九月戊寅日（286年11月2日）發病病薨，諡號武。晉室追贈為大司馬，加侍中、假黃鉞。而西涼的人民得知其死訊時也痛哭，哭泣者佈滿道路。當地百姓為了紀念他就建立了紀念石碑。

## 家庭

### 妻妾
除司馬歆母臧氏，其余不详

### 子嗣
生有十子，知名者僅有兩位：
- 司馬暢〔玄舒〕，嗣子，西晉順陽王，給事中、屯騎校尉、遊擊將軍
- 司馬歆〔弘舒〕，西晉新野莊王，驃騎將軍
- 又有一子，生司馬劭[8]

## 個人德行
在西晉年間，名士劉道真因罪被判刑處罰，罰服苦役。司馬駿於是以五百匹布把他贖了出來。及後司馬氏又委任劉道真為從事中郎，負責處理文書事宜。當時，此事成為一時佳話，而人民都讚美司馬駿的美德。

## 評價
- 《晉書》：「琅邪武功既暢，飾之以溫恭，扶風文教克宣，加之以孝行，抑宗室之可稱者也。」「扶風遺愛，琅邪克己。」

## 引用文獻
- 《晉書·宣五王傳》
- 劉義慶《世說新語‧德行》

## 延伸阅读
[在维基数据编辑]
 《晉書·卷038》，出自房玄齡《晉書》